# Washington Square Players

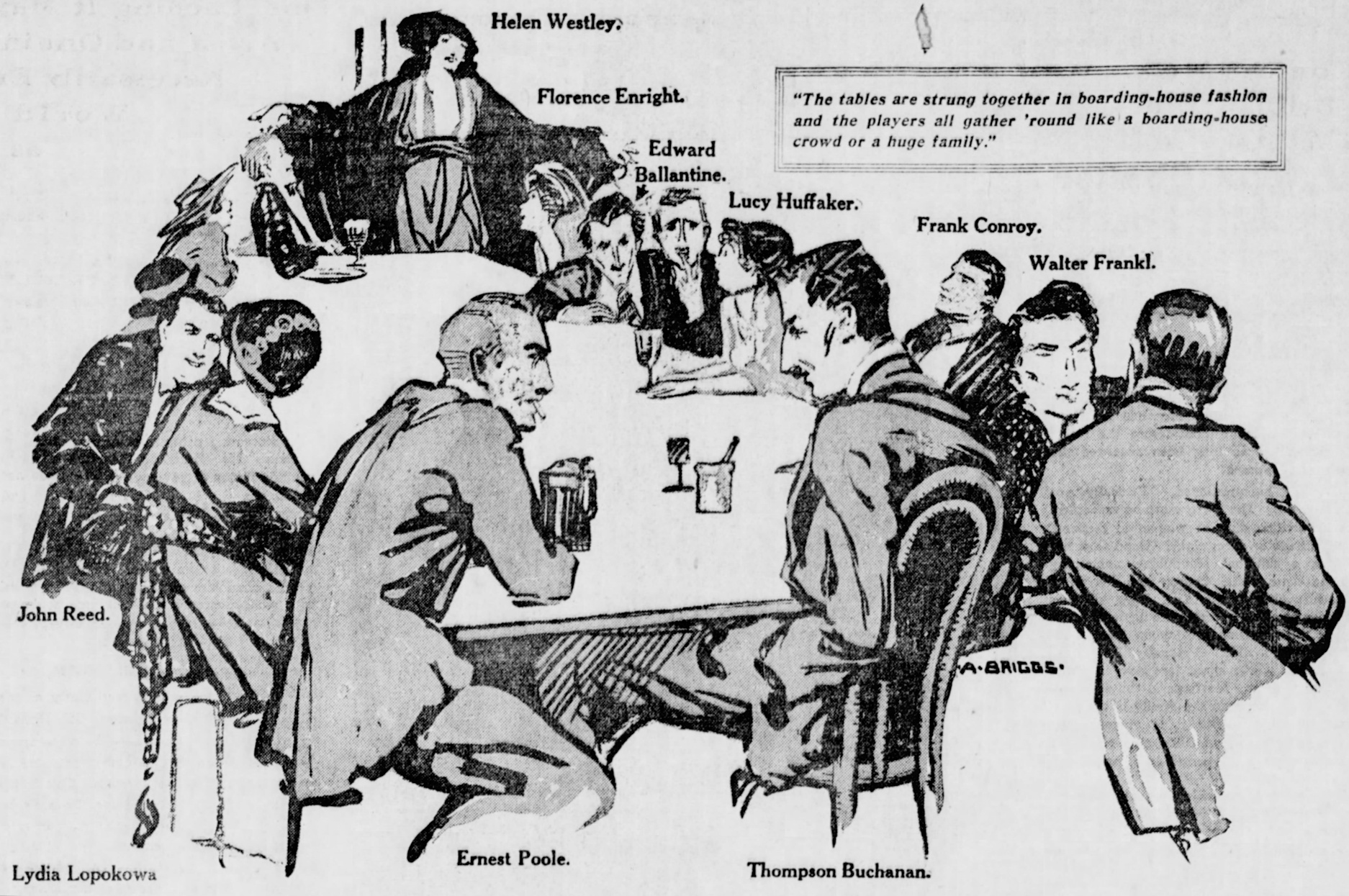
Eine Schilderung der Beteiligen im New York Tribune von 1915

Die Washington Square Players (WSP) waren eine Theatertruppe und Produktionsfirma, die von 1915 bis 1918 in Manhattan, New York City, bestand. Es begann als halbamateurhaftes kleines Theater und entwickelte sich dann zu einem Repertoiretheater mit eigenem Tourneetheater und einer Schauspielschule, wobei es sein Ziel beibehielt, nur künstlerisch wertvolle Werke aufzuführen. Es fand landesweit große Beachtung in den Zeitungen und regte gleichgesinnte Ensembles im ganzen Land an, bevor es 1918 aufgrund von wirtschaftlichem Druck und Personalmangel während des Krieges gezwungen war, sich aufzulösen. Drei der ursprünglichen Mitglieder gründeten daraufhin die länger bestehende Theatre Guild, die denselben Zweck verfolgte.

## Gründungsabsicht
Im "Washington Square Bookshop" der Gebrüder Boni und dem angrenzenden Gebäude, in dem der Liberal Club untergebracht war, versammelte sich eine vielseitige Gruppe von Einheimischen und kritisierte den Zustand des amerikanischen Theaters. Das Unternehmen wurde 1915 formell gegründet, mit dem Dramatiker Edward Goodman als Regisseur und Lawrence Langner als Geschäftsleiter.
Laut einem "Manifest", das an die Presse verteilt wurde, bestand das Ziel des Unternehmens darin, Werke von künstlerischem Wert zu präsentieren, unabhängig von ihrer Herkunft, wobei amerikanischen Dramatikern ein besonderes Gewicht beigemessen wurde, die sonst in kommerziellen Theatern nicht aufgeführt würden. Neue Werke amerikanischer Dramatiker wurden zur Einreichung ermutigt, und neue Ideen für Inszenierung und Bühnenbild wurden gefördert.

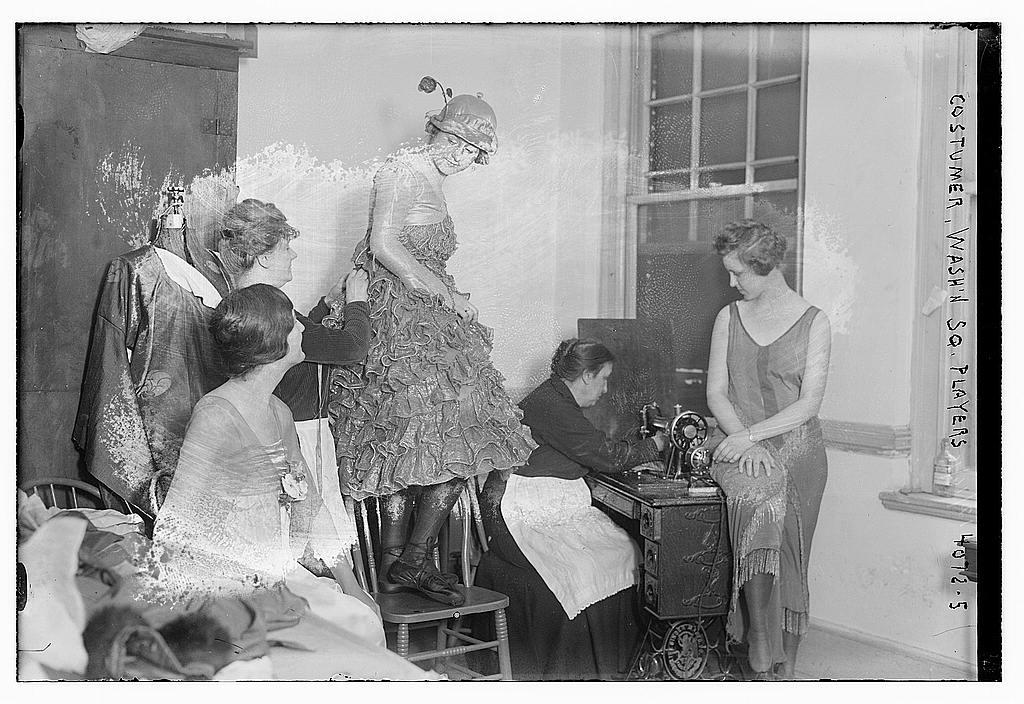
In der Garderobe, 1916

Der WSP-Plan sah vor, dass die Aufführungen nur freitags und samstags an vier aufeinander folgenden Wochenenden stattfinden sollten. Nach Ablauf dieser acht Aufführungen sollte für die nächsten vier Wochen ein neues Programm angeboten werden. Alle Sitzplätze kosteten nur 50 Cent, ein beträchtlicher Preisnachlass gegenüber den kommerziellen Theatern jener Zeit. Die Truppe zog es vor, Karten im Abonnement zu verteilen und nicht erst bei der Vorstellung.
In der ersten Spielzeit gab es keine fest angestellten Mitarbeiter. Alle Einnahmen wurden für die Miete des Theaters, die Beleuchtung und andere Produktionskosten verwendet. Die Mitglieder setzten sich aus Schauspielern, Musikern und Literaten zusammen, die in der "Kunstkolonie" rund um den Washington Square Park lebten.
Zu den prominenten Mitwirkenden zählten etwa die Schauspieler Roland Young, Sam Jaffe, Arthur Hohl sowie die Malerin Josephine Nivison, die spätere Ehefrau von Edward Hopper.